# Foulasso
Foulasso est une commune rurale située dans le département de Kourouma de la province de Kénédougou dans la région des Hauts-Bassins au Burkina Faso.

## Géographie
Foulasso est située à environ 18 km au sud-ouest de Kourouma.

## Santé et éducation
Le centre de soins le plus proche de Foulasso est le centre de santé et de promotion sociale (CSPS) de Kourouma.